# Махмуд, Парвиз
Парвиз Махмуд (англ. Parviz Mahmoud, перс. پرویز محمود‎; 1910—1996) — иранско-американский композитор и дирижёр, один из крупнейших представителей академической музыки в Иране.
Сын политика и историка Махмуда Махмуда. Учился в Брюссельской консерватории, но вернулся в Иран в 1940 году после того, как Бельгия была оккупирована Германией.
В 1940-х гг. Махмуд был одной из ключевых фигур в развитии иранской академической музыки. В 1943 г. он основал и возглавил Тегеранский симфонический оркестр, а в 1946 г. сменил Али-Наги Вазири на посту директора Тегеранской консерватории. Вслед за Голам-Хусейном Минбашьяном Махмуд отстаивал «западнический» подход к постановке музыкального образования в Иране, в противоположность Вазири, настаивавшему на том, чтобы акцент в преподавании делался на иранской национальной музыке. Точка зрения Махмуда, в целом, возобладала.
В 1949 г., однако, Махмуд оставил Иран и отправился в США для повышения музыкального образования. Он окончил аспирантуру Индианского университета, защитив в 1957 г. диссертацию «Теория персидской музыки и её отношение к западной музыкальной практике» (англ. Theory of Persian Music and Its Relation to Western Practice), в которой описывал как традиционный иранский дастгах, так и различные региональные народные музыкальные традиции. В 1958 г. Парвиз Махмуд возглавил в городе Дюбюк, штат Айова, симфонический оркестр Дюбюкского университета, позднее (в 1974 г.) переименованный в Дюбюкский симфонический оркестр (англ. Dubuque Symphony Orchestra), и руководил им до 1985 г.
Жена — Рут Махмуд (урождённая Финке; 1924—2011), пианистка и музыкальный педагог.

## Сочинения
Основным сочинением Махмуда считается концертино для скрипки с оркестром. Ему принадлежат также Персидская сюита для оркестра, Курдская фантазия для фортепиано с оркестром, струнный квартет ми минор и другие произведения. Значительная часть сочинений Махмуда, вероятно, утрачена, однако концертино для скрипки с оркестром записано швейцарским скрипачом иранского происхождения Юлиусом Ариа Сохбаи с Болгарским филармоническим оркестром под управлением Манучехра Сохбаи. Утверждается, что на творческую манеру Махмуда оказала влияние музыка Рихарда Вагнера, Николая Римского-Корсакова и Игоря Стравинского.